# 이르마 그레제
이르마 아이다 일제 그레제(독일어: Irma Ida Ilse Grese, 1923년 10월 7일 ~ 1945년 12월 13일)는 베르겐-벨젠 강제 수용소, 라벤스브뤼크 강제 수용소, 아우슈비츠 강제 수용소의 간수였다. 수용자에게 잔혹행위를 하여 전범으로 처형되었다.

## 같이 보기
- 일제 코흐
- 헤르타 오버호이저